# Chant du neuf thermidor
 (avril 2018).
Si vous disposez d'ouvrages ou d'articles de référence ou si vous connaissez des sites web de qualité traitant du thème abordé ici, merci de compléter l'article en donnant les références utiles à sa vérifiabilité et en les liant à la section « Notes et références ».
Le Chant du neuf thermidor est un chant révolutionnaire français thermidorien de 1794, écrit par Théodore Désorgues sur une musique de Jean-François Lesueur.
Ce chant fait référence à l'exécution de Maximilien de Robespierre le 27 juillet 1794 (9 thermidor an II).
Une autre version du Chant du neuf thermidor pour soliste, chœur et orchestre composée en 1830 est due à Hector Berlioz qui avait été élève de Lesueur, les paroles étant de Rouget de l'Lisle, auteur de La Marseillaise.

## Paroles
Levons-nous : un Tribun perfide
De son orgueil foule nos droits;
Pour subir son joug homicide,
Avons-nous triomphé des rois ?
parlez, favoris de Bellonne ?
Aux champs de Fleurus et d'Argone,
pour lui lanciez-vous le trépas ?
Et vous, enfants de Polymnie,
Pour consacrer sa tyrannie,
Chantiez-vous l'hymne des combats ?
Refrain
Réveillons-nous : de sa furie
Arrêtons le coupable essor :
Entre un rebelle et la patrie,
Pouvons-nous balancer encore ?
Réveillons-nous: etc, en chœur
Comme au tronc d'un chêne robuste,
Enlaçant ses bras tortueux,
S'élève en rampant un arbuste
Qui l'enveloppe de ses nœuds;
Ce lâche et ténébreux reptile,
Attachant son orgueil servile
Au chêne de la Liberté,
Surmonte ses rameaux sublimes,
Et du luxe affreux de nos villes
Menace leur fécondité.
Réveillons-nous : etc
Quel monstre avec plus d'artifice
Cacha ses obliques projets ?
O nuit ! de ses fureurs complice,
Que tu révèles de forfaits !
Fille puissante des ténèbres,
La terreur, à ses cris funèbres
Mêle les accents de l'airain;
Et dictant ses décrets sinistres,
Elle déchaîne ses ministres
Contre le peuple souverain.
Réveillons-nous : etc
Pour des crimes imaginaires,
Ainsi la hache de Thémis
Frappa la vieillesse des pères
Sur les corps épars de leurs fils;
Ainsi l'épouse infortunée,
Avec le fruit de l'hyménée,
Périt en pleurant son époux;
Et de sa dépouille opulente
Grossit la fortune sanglante
D'un tyran avare et jaloux.
Réveillons-nous : etc
Accourez, ombres éplorées,
Triomphez de ses attentats,
Et de vos mains désespérées
Signez l'arrêt de son trépas:
Frappez sur ses lâches complices;
Dans l'image de vos supplices,
Qu'il trouve des tourments nouveaux:
Némésis, pour punir ses crimes,
Le traîne au char de ses victimes,
Et vous rappelle des tombeaux.
Réveillons-nous : etc
C'en est fait ! d'un Tribun farouche,
Le glaive a puni la fureur :
La liberté fut dans sa bouche,
Le despotisme dans son cœur.
Des lois, ô suprême puissance !
Il croyait asservir la France :
De ses complots quel est le fruit ?
Ils viennent à peine de naître;
L'aurore les voit disparaître
Avec les ombres de la nuit.
Triomphe, humanité chérie !
Dans nos murs ramène la paix,
Et que l'autel de la Patrie
Soit raffermi par tes bienfaits !
Version de Hector Berlioz - Paroles de Rouget de l'Isle
Aux prodiges de la Victoire
Qu’un autre consacre ses chants, 
Que ces vers mâles et touchants 
Célèbrent les fils de la gloire. 
En vain leur courage indompté 
Nous gagnait cent et cent batailles ; 
Le crime au sein de nos murailles 
Allait tuer la Liberté !
Refrain
Chantons la Liberté, couronnons sa statue 
Comme un nouveau Titan
Le crime est foudroyé ; 
Relève, relève ta tête abattue, 
Ô France, à tes destins 
Dieu lui-même a veillé.
Dans l’abyme, avec quelle adresse 
Les monstres savaient t’attirer ! 
Ils sont prêts à te dévorer, 
Leur regard encore te caresse ; 
Le pur langage des vertus 
Est sur leurs lèvres mensongères ; 
Leurs âmes sont les noirs repaires 
Où tous les forfaits sont conçus !
Chantons la Liberté, etc.
Longtemps leur audace impunie  
Trompa notre crédulité ;  
En invoquant la Liberté  
Ils préparaient la tyrannie ;  
Le jour, ils maudissaient les rois,  
Leurs entreprises sacrilèges ;  
Et la nuit, ils creusaient les pièges,  
Tombeaux du Peuple et de ses droits !    
Chantons la Liberté, etc.
Vous que l’amour de la Patrie
Arma du poignard de Brutus,
Il faut un triomphe de plus;
Sans lui votre gloire est flétrie
Jusque dans ses derniers canaux
Desséchez un torrent funeste;
Frappez, exterminez le reste
Des traîtres et de leurs suppôts…
Chantons la Liberté, etc.

## Source
- Paroles dans l'almanach des Muses, sous GoogleBooks